# 도요쓰역 (오사카부)
도요쓰역(일본어: 豊津駅, とよつえき)은 일본 오사카부 스이타시에 소재하는 한큐 전철 센리 선의 역이다. 역 번호는 HK-90이다. 역명은 옛 "도요쓰 마을"에서 유래하였으며 "스이타 시 도요쓰 정"은 에사카 역 서쪽에 접하는 정역으로, 본 역과는 1.5km 이상 떨어져 있다.

## 역사
- 1921년
  - 4월 1일: 기타오사카 전기철도 주소 ~ 도요쓰 역 구간 개통과 동시에 영업 개시. 개통 당초에는 종착역이었음.
  - 10월 26일: 기타오사카 전기철도 당역 ~ 센리야마 역간 연장 개통. 중간역이 됨.
- 1923년 4월 1일: 노선 양도에 의하여 신케이한 철도역이 됨.
- 1930년 9월 15일: 회사 합병으로 게이한 전기철도 센리야마 선의 역이 됨.
- 1943년 10월 1일: 회사 합병으로 두 역이 모두 게이한신 급행전철(현, 한큐 전철)의 역이 됨.
- 1967년 3월 1일: 센리야마 선이 센리 선으로 노선명이 변경되어 당역도 본 소속이 됨.

## 역 구조
상대식 승강장 2면 2선의 지상역이다. 분기기, 절대 신호가 없어 정류장으로 분류된다. 개찰구는 승강장 남쪽에서 계단을 내려온 뒤 지하에 있는, 각 승강장과 대합실을 연결하는 엘리베이터도 설치되어 있다.
역의 바로 남쪽의 건널목에서는 오사카 부도 145호 도요나카스이타 선과 교차한다.

### 승강장
| 서 | ■ 센리 선(하행) | 야마다・기타센리 방면                  |
| 동 | ■ 센리 선(상행) | 아와지・오사카 (우메다)・덴가차야 방면 |

※ 승강장 번호는 설정되지 않았다.

## 역 주변
- 간사이 어번 은행 토요쓰 지점
- 다루미초
- 다루미 신사
- 스이타 다루미 우체국
- 서일본여객철도 직원 연수 센터 - JR 스이타 역이 근처에 있지만, 본 역과 가깝다.
- 야마테초
- 스이타 야마테 우체국
- 가미야마테초

## 사진

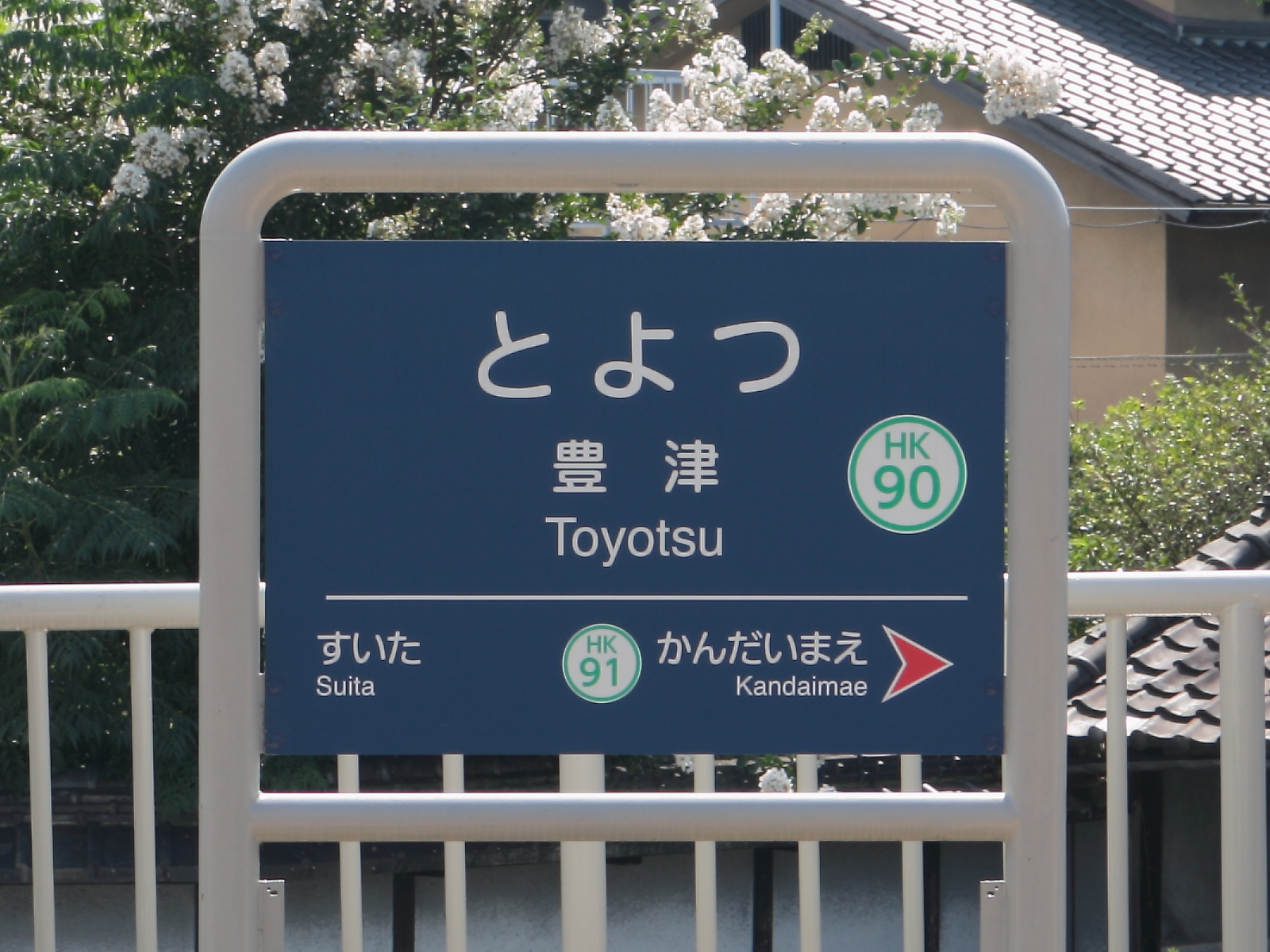
역명판

## 인접역
| 한큐 전철 ■ 센리 선                  | 한큐 전철 ■ 센리 선 | 한큐 전철 ■ 센리 선           |
| ------------------------------------ | ------------------- | ----------------------------- |
| HK-89 스이타 덴진바시스지 6초메 방면 |                     | 간다이 앞 HK-91 기타센리 방면 |